# P2002
FOMA P2002（フォーマ・ピー にーまるまるにー）は、松下通信工業（現：パナソニック　モバイルコミュニケーションズ）が製造し、NTTドコモが販売した第三世代携帯電話 (FOMA) 端末製品である。NEC製のN2002のOEM品である。

## 概要
基本設計はN2002とほぼ同一となっているが、受話スピーカー部やメモボタン部分の意匠が大きく異なっている。なお、本体の裏面についてはN2001・N2002と同一である。ボディーカラーはN2002には設定がないアクアメタルが採用され、本体のFOMAロゴと端末型番の配置が入れ替わり、キーのフォントが異なる。連続待ち受け時間が55時間で、販売当時のセットには電池パックが2個付属していた点もN2002と同様。iモーション対応である。

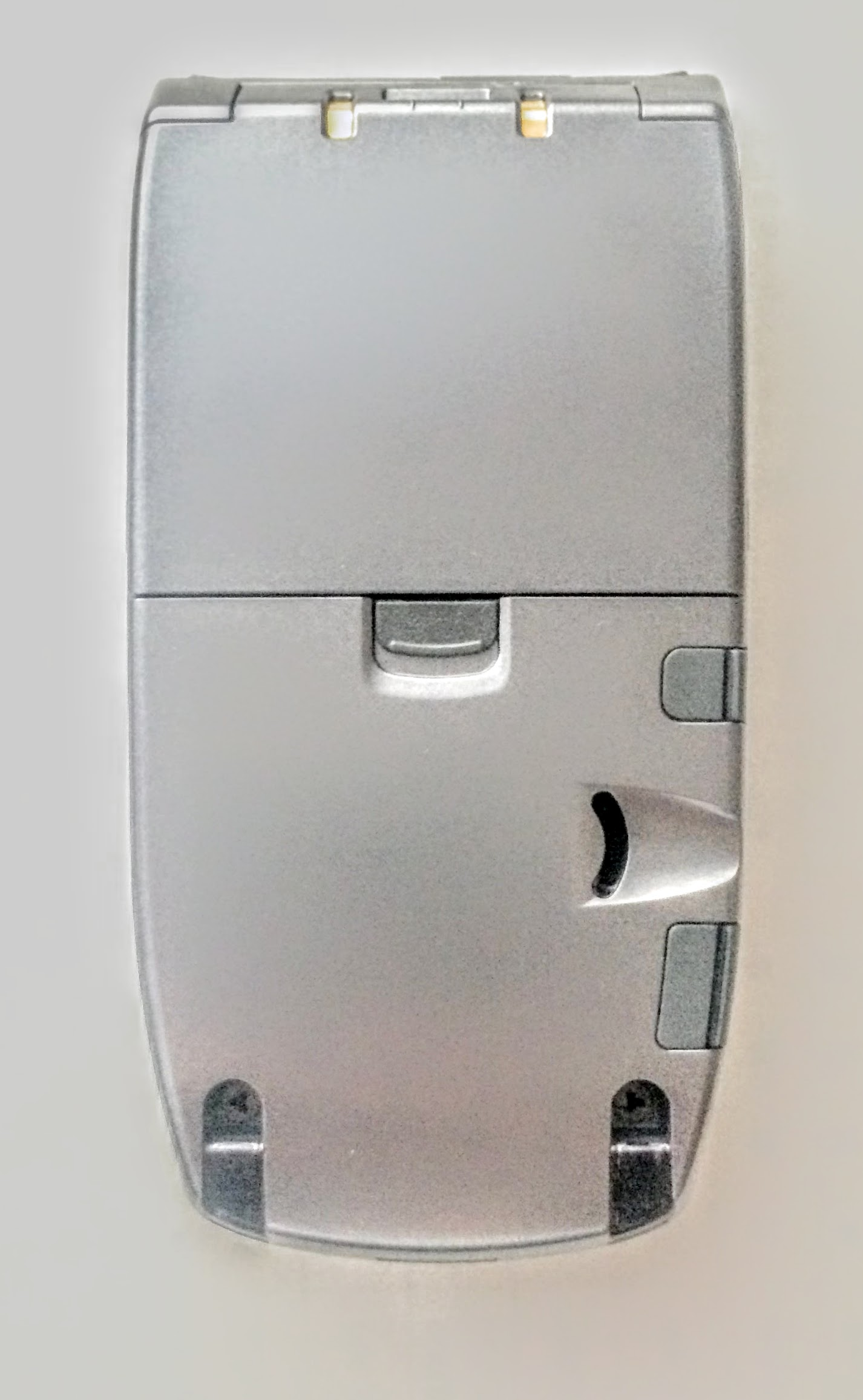

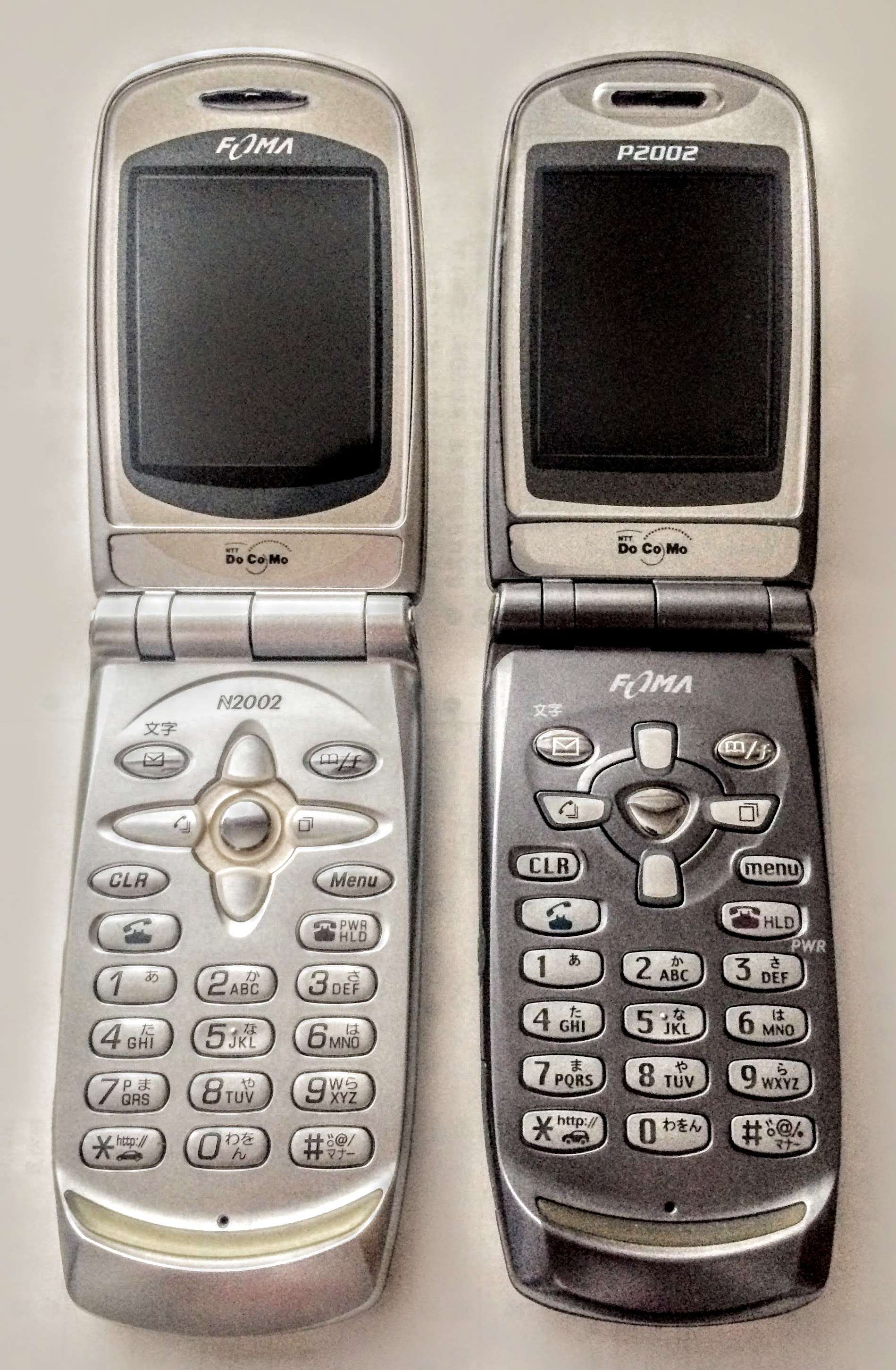
OEM元のN2002（左）とOEM品のP2002（右）

## 歴史
- 2002年（平成14年）
  - 3月20日 - テレコムエンジニアリングセンター(TELEC)による技術基準適合証明の工事設計認証（工事設計認証番号 01XYAA1006）
  - 6月5日 - ドコモから発表。
  - 6月13日 - 発売。
- 2010年（平成22年）3月31日 - 電池パックの提供終了。